# Sabre (sistema di distribuzione globale)
SABRE (Semi-Automated Business Research Environment) è un sistema informatico di prenotazione utilizzato da compagnie aeree, ferroviarie, catene di hotel ed agenzie di viaggi.
Il sistema è nato negli Stati Uniti negli anni sessanta da uno studio di IBM per la American Airlines.